# NGC 2947
NGC 2947 is een balkspiraalstelsel in het sterrenbeeld Waterslang. Het hemelobject werd in 1886 ontdekt door de Amerikaanse astronoom Francis Preserved Leavenworth.

## Synoniemen
- IC 547
- IC 2494
- MCG -2-25-4
- IRAS09336-1212
- PGC 27309